# Волчиха (Харовский район)
Волчиха — деревня в Харовском районе Вологодской области.
Входит в состав Харовского сельского поселения, с точки зрения административно-территориального деления — в Харовский сельсовет.
Расстояние до районного центра Харовска по автодороге — 20 км. Ближайшие населённые пункты — Насоново, Погост Никольский, Дьяковская, Захаровское, Карповское.
По переписи 2002 года население — 8 человек.